# Def Leppard
Def Leppard är en brittisk hårdrocksgrupp bildad i Sheffield, Yorkshire, England 1976. Bandet har sålt över 100 miljoner album världen över.

## 1976–1982
Originalmedlemmar i gruppen var sångaren Joe Elliott, Rick Savage på elbas, Pete Willis och Steve Clark på gitarr och Tony Kenning på trummor.
De kallade sig ursprungligen för Atomic Mass, men de var inte riktigt nöjda med det. Ganska snart bytte de namn till Deaf Leopard, men de oroade sig för att namnet inte skulle uppfattas som tillräckligt "rockigt" - så därför ändrade de stavningen till Def Leppard. När bandet sen var på väg att slå igenom i USA fick de mycket kritiska kommentarer på grund av hur de stavade namnet.
I december 1978 sparkades Kenning, och Def Leppard tog tillfälligt in Frank Noon på trummor till sin nya EP "The Def Leppard EP". Femtonåriga Rick Allen blev bandets nya trumslagare. 1980 släpptes debut-LP:n On Through the Night som bjöd på ett hårt gitarrbaserat sound i linje med dåtidens New Wave of British Heavy Metal. Många av bandets ursprungliga fans gav den ett svalt mottagande, eftersom man uppfattade det som att bandet riktade in sig alltför mycket på att slå igenom i USA, istället för att satsa på sin hemmapublik. Pete Willis sparkades, delvis på grund av alkoholproblem, efter att albumet High 'N' Dry (1981) hade släppts och ersattes av Phil Collen från bandet Girl.

## 1983–1993
Bandet gjorde stor succé i USA med albumet Pyromania (1983), producerat av Robert John "Mutt" Lange (AC/DC, Foreigner, The Cars). "Photograph" och "Rock of Ages" blev stora hits. Lange blev något av Def Leppards inofficiella sjätte medlem och hade de kommande åren stort inflytande över bandets låtskrivande och sound. 1984 var Rick Allen med om en bilolycka och hans vänstra arm slets loss från kroppen. Läkare opererade dit armen, men tvingades ta bort den igen på grund av en allvarlig infektion. Allen förblev dock medlem i bandet, man specialkonstruerade ett trumset där fotpedaler ersatte de trumslag hans vänsterarm tidigare spelat, och kunde efter en tids rehabilitering åter turnera med bandet.
Under åren 1984–1987 engagerades Jim Steinman (Meat Loaf) som producent för uppföljaren till Pyromania. Steinman och bandet hade dock helt olika visioner om bandets sound och till sist engagerades åter Mutt Lange som producent för skivan som på grund av förseningar hade mycket höga inspelningskostnader. 1987 släpptes sedermera Hysteria som blev deras dittills största försäljningsframgång. 7 singlar släpptes från albumet varav "Love Bites", "Animal" och "Pour Some Sugar on Me" blev de största hitsinglarna. Skivan har hittills sålt i över 20 miljoner exemplar. Hysteria bjöd på ett stort, bombastiskt, sound med elektroniska trummor, stora körstämmor och mångdubbla gitarrpålägg som sedan dess varit något av bandets signum.
Den 8 januari 1991 hittades Steve Clark död i sin lägenhet i London. Orsaken var alkohol i kombination med receptbelagda läkemedel. 1992 släpptes albumet Adrenalize där gitarristen Collen spelade samtliga gitarrpartier, man skrev även en hyllningslåt till Clark, "White Lightning". Adrenalize toppade albumlistorna både i England och USA. 1992 ersattes sedermera Clark av Vivian Campbell, som tidigare spelat i Dio och Whitesnake. Campbells debut med bandet blev på 1992 års tributekonsert till då nyligen avlidne Freddie Mercury (Queen). 1993 släpptes albumet Retro Active innehållande nytt material, nyinspelningar på B-sidor och covers. Akustiska balladen "Two Steps Behind" blev en hit och återfanns även på soundtracket till filmen Den siste actionhjälten. 

## 1993–

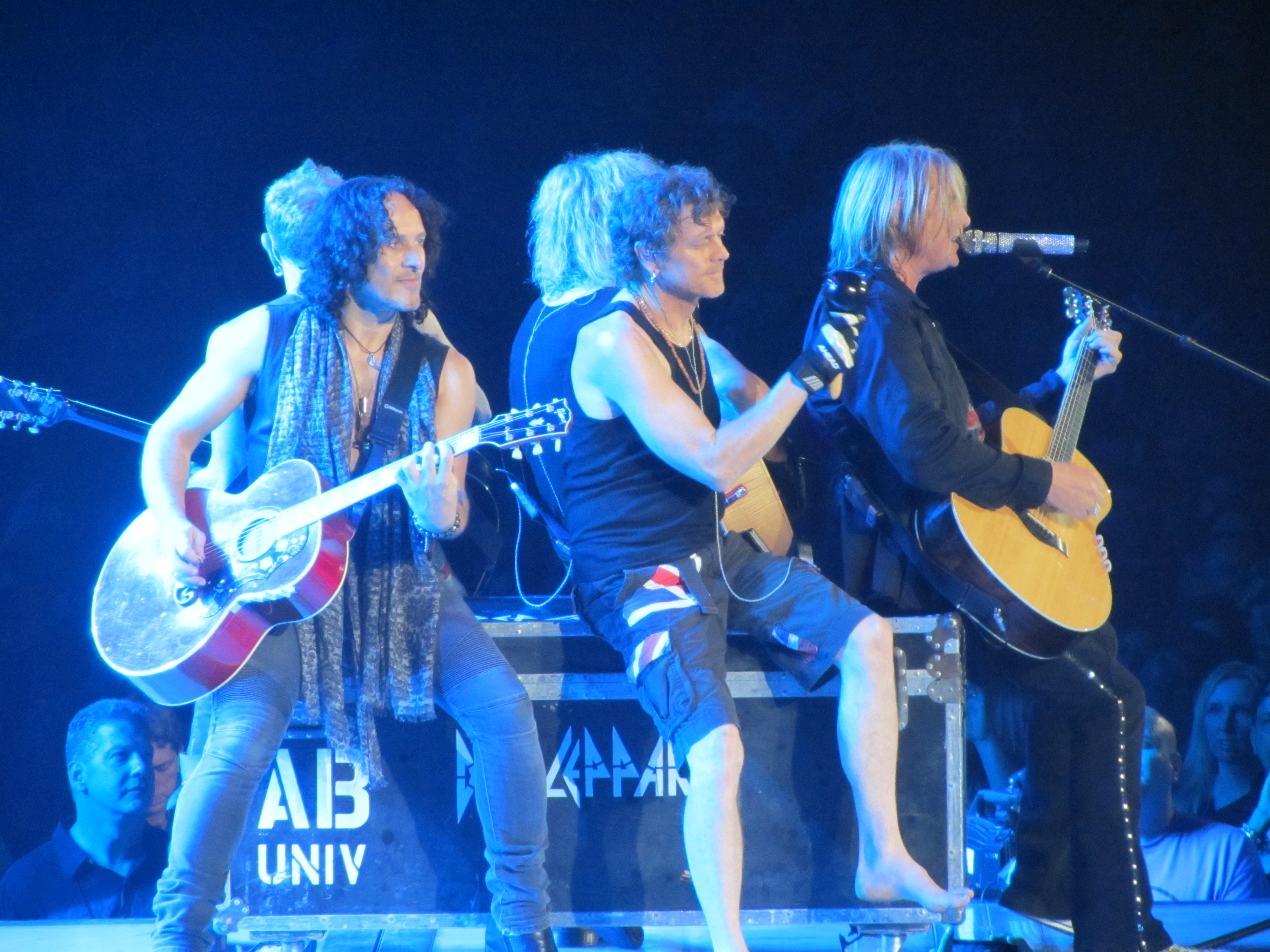
Def Leppard live 2012.

1996 återkom bandet efter en tids paus med det organiska albumet Slang. Bandet valde medvetet ett annat sound där bland annat Allen spelar på ett akustiskt trumset till skillnad från sitt elektroniska dito. "All I want is everything" och titelspåret blev mindre hits men plattan sålde mindre än tidigare alster. 1999 återkom så bandet med albumet Euphoria som bjöd på ett sound som åter minner om 1980-talets storhetstid. "Promises" blev en stor hit med en video som spelades flitigt på MTV, låten spelas än idag på bandets konserter.
På 2000-talet återkom bandet med X där bland andra Max Martin bidrog med material. Skivan var ett medvetet försök att uppdatera bandets sound och lyckades delvis, semi-balladen "Now" blev en mindre hit men albumet sålde i mindre upplagor än väntat. 2006 släpptes coveralbumet Yeah och 2008 släpptes Songs from the Sparkle Lounge.
30 oktober 2015 släpptes det nya och senaste fullängdsalbumet Def Leppard. Bandet har spelat i Sverige 1983, 1986, 1988, 1993, 1996, 2006, 2008, 2013 samt 2015. År 2001 gjordes det en TV-film om bandet, Hysteria – The Def Leppard Story.

## Medlemmar
| Nuvarande medlemmar - Rick Savage – basgitarr, keyboard, bakgrundssång (1976–nutid) - Joe Elliott – sång, rytmgitarr, keyboard, piano (1977–nutid) - Rick Allen – trummor, slagverk, bakgrundssång (1978–nutid) - Phil Collen – gitarrer, bakgrundssång (1982–nutid) - Vivian Campbell – gitarrer, bakgrundssång (1992–nutid) | Tidigare medlemmar - Tony Kenning – trummor (1976–1978) - Pete Willis – gitarrer (1977–1982) - Steve Clark – gitarrer (1978–1991; hans död) |

## Diskografi

### Studioalbum
- 1980 – On Through the Night
- 1981 – High 'N' Dry
- 1983 – Pyromania
- 1987 – Hysteria
- 1992 – Adrenalize
- 1996 – Slang
- 1999 – Euphoria
- 2002 – X
- 2006 – Yeah!
- 2008 – Songs from the Sparkle Lounge
- 2015 –  Def Leppard
- 2022 – Diamond Star Halos

### EP
- 1979 – The Def Leppard E.P.
- 1987 – Live at Abbey Road Studios

### Singlar
- 1979 – "Wasted"
- 1980 – "Hello America"
- 1980 – "Rock Brigade"
- 1981 – "Let It Go"
- 1981 – "Bringin' On the Heartbreak"
- 1983 – "Photograph" / "Bringin' on the Heartbreak"
- 1983 – "Rock of Ages" / "Action! Not Words"
- 1983 – "Foolin'" / "Comin' Under Fire"
- 1983 – "Too Late for Love" / "Foolin'" / "High and Dry"
- 1987 – "Women" / "Tear It Down"
- 1987 – "Animal" / "Tear It Down"
- 1987 – "Pour Some Sugar on Me" / "Rocket"
- 1987 – "Hysteria" / "Ride Into the Sun (1987 version)"
- 1988 – "Love Bites" / "Billy's Got a Gun (live)"
- 1988 – "Armageddon It" / "Release Me"
- 1989 – "Rocket" (maxi-singel)
- 1992 – "I Wanna Touch U"
- 1992 – "Let's Get Rocked" / "Only After Dark"
- 1992 – "Make Love Like a Man"
- 1992 – "Have You Ever Needed Someone So Bad"
- 1992 – "Stand Up (Kick Love Into Motion)"
- 1992 – "Heaven Is" / "She's Too Tough" / "Elected" (live) / "Lets Get Rocked" (live)
- 1993 – "Desert Song"
- 1993 – "From the Inside"
- 1993 – "Miss You In a Heartbeat" / "Let's Get Rocked" (live)
- 1993 – "She's Too Tough"
- 1993 – "Two Steps Behind"
- 1993 – "Tonight"
- 1994 – "Action" / "Too Late for Love" (live) / "Foolin'" (live)
- 1995 – "When Love & Hate Collide" / "Pour Some Sugar on Me" (remix)
- 1996 – "Slang"
- 1996 – "Work It Out"
- 1996 – "All I Want Is Everything"
- 1996 – "Breathe a Sigh"
- 1999 – "Back in Your Face" / "Promises"
- 1999 – "Goodbye" / "Just My Imagination" (delad singel: Def Leppard / The Cranberries)
- 1999 – "Promises"
- 1999 – "Goodbye"
- 2002 – "Now"
- 2003 – "Long Long Way to Go"
- 2005 – "No Matter What"
- 2006 – "20th Century Boy"
- 2008 – "Nine Lives"
- 2008 – "C'Mon C'Mon"
- 2011 – "Undefeated"
- 2012 – "Pour Some Sugar on Me 2012"
- 2012 – "Rock of Ages 2012"
- 2012 – "Acoustic Medley" (live)
- 2013 – "Hysteria 2013"
- 2015 – "Let's Go"

### Samlingsalbum
- 1993 – Retro Active
- 1995 – Vault - Greatest Hits 1980-1995
- 2004 – Best of Def Leppard
- 2005 – Rock of Ages - The Definitive Collection
- 2018 – The Story So Far – The Best Of

### Livealbum
- 2011 – Mirror Ball: Live & More
- 2013 – Viva! Hysteria
- 2017 – And There Will Be a Next Time... Live from Detroit
- 201 – London to Vegas